# Crack USA: County Under Siege
Crack USA: County Under Siege è un documentario del 1989 diretto da Vince DiPersio e Bill Guttentag candidato al premio Oscar al miglior documentario.